# Folga Pierwsza
Folga Pierwsza – wieś sołecka w Polsce położona w województwie świętokrzyskim, w powiecie jędrzejowskim, w gminie Wodzisław.
W latach 1975–1998 miejscowość administracyjnie należała do województwa kieleckiego.

## Historia
Nazwa wsi pochodzi od apelatywu „folga” znaczy ulga. W wieku XIX Folgę (dziś Folga Pierwsza i Folga Druga) odnotowano jako osadę w ówczesnej gminie Prząsław, parafii Krzcięcice. 
Według spisu miast, wsi, osad Królestwa Polskiego z roku 1827 Folga była wsią prywatną, posiadała jeden dom i 5 mieszkańców. 
Pierwszy Powszechny Spis Ludności z roku 1921 pokazał dwie miejscowości oznaczone jako: Folga A – kolonia, posiadająca 12 domów i 88 mieszkańców i Folga W – kolonia z 7 domami i  42 mieszkańcami.